# Forte do Desterro
O Forte do Desterro localizava-se à margem direita da foz do rio Uacarapy, afluente da margem esquerda do rio Amazonas, no interior do estado do Pará, no Brasil.
É confundido historiográficamente com o Forte do Paru de Almeirim, à margem esquerda da foz do rio Jenipapo ou rio Paru, onde se localizava o aldeamento do Paru (depois vila de Almeirim), hoje cidade de Almeirim.

## História
Esta fortificação foi erguida em 1623 por Bento Maciel Parente, quando assumiu o governo da capitania do Cabo Norte (SOUZA, 1885:34). O mesmo autor cita ainda, que o padre Cristóbal de Acuña o viu, em 1638, guarnecido com trinta homens ("Nuevo Descubrimento Del Gran Río de Las Amazonas". apud op. cit., p. 68).
No mapa de Nicolas Sanson D'Abeville, constante da "Relation de la rivière de Amazones, traduite par M. de Coberville (...) sur l'originel espagnol du P. Christophe d'Acuña" (1680), figura o nome "Destierro". (OLIVEIRA, 1968:744)
Foi sucedido pelo Forte do Paru de Almeirim (c. 1685).
GARRIDO (1940) denomina esta estrutura como Forte do Paru, atribuindo-a a Francisco da Mota Falcão, que a teria erguido de 1654 a 1658, com a finalidade de defesa daquele trecho da fronteira na Amazônia. Complementa informando que este forte foi conquistado e arrasado em 1697 pelo marquês de Ferroles, Governador da Guiana Francesa, confundindo-o com o Forte do rio Bataboute (op. cit., p. 21).
BARRETTO (1958) considera como data de construção o ano de 1638, localizando a fortificação junto à foz do rio Maicuru, onde hoje existe a cidade de Monte Alegre (ver Forte do rio Maicuru) (op. cit., p. 44-45).